# Alma de mi alma
Alma de mi alma fue una telenovela mexicana de la cadena Telesistema Mexicano (hoy Televisa) de 1965. Protagonizada por Jacqueline Andere y Gloria Marín como la gran villana.

## Sinopsis
Cuenta la historia de Alma (Jacqueline Andere) una muchacha que se enamora de Alfredo (Enrique Álvarez Félix), un joven que es acosado por la terrible y siniestra viuda Beatriz (Gloria Marín).

## Elenco
- Jacqueline Andere - Alma
- Enrique Álvarez Félix - Alfredo
- Gloria Marín - Beatriz
- Anita Blanch - Sabina
- Fanny Schiller - Amparo
- David Reynoso - Miguel Ángel
- E. Ángel Dupeyron - Octavio
- Elizabeth Dupeyron - Susana
- Manolo Calvo - Tomás
- Carlos Amador Jr. - Pedro